# Oligosoma
Az Oligosoma a hüllők (Reptilia) osztályába, a pikkelyes hüllők (Squamata) rendjébe, a gyíkok (Sauria) alrendjébe és a vakondgyíkfélék (Scincidae) családjába tartozó nem.

## Elterjedésük
Új-Zéland, a Norfolk-sziget és a Lord Howe-sziget területén honosak fajaik.

## Rendszerezés
- fiordlandi szkink (Oligosoma acrinasum)
- zöld szkink (Oligosoma chloronoton)
- Falla szkinkje (Oligosoma fallai)
- nagy szkink (Oligosoma grande)
- szaru szkink (Oligosoma homalonotum)
- rejtélyes szkink (Oligosoma inconspicuum)
- pettyes szkink (Oligosoma infrapunctatum)
- akadály szkink (Oligosoma judgei)
- új-zélandi foltos szkink (Oligosoma lineoocellatum)
- hosszú ujjú szkink (Oligosoma longipes)
- Oligosoma maccanni
- kis pikkelyű szkink (Oligosoma microlepis)
- Oligosoma moco
- chatham-szigetek-i szkink (Oligosoma nigriplantare)
- közönséges szkink (Oligosoma polychroma)
- déli szkink (Oligosoma notosaurus)
- otagói szkink (Oligosoma otagense)
- Szinbád szkink (Oligosoma pikitanga)
- parti szkink (Oligosoma smithii)
- kis fülű szkink (Oligosoma stenotis)
- új-zélandi csíkos szkink (Oligosoma striatum)
- Suter szkinkje (Oligosoma suteri)
- Open Bay-szigeteki szkink (Oligosoma taumakae)
- kavics szkink (Oligosoma waimatense)
- barna szkink (Oligosoma zelandicum)